# Codex Sinopensis
- Papyrus
- Onciale
- Minuscules
- Lectionnaire

Le Codex Sinopensis ou Évangile de Sinope, portant le numéro de référence  O ou 023 (Gregory-Aland; Soden ε 21), est un manuscrit sur vélin en écriture grecque onciale. Le vélin est de couleur pourpre et l'encre est couleur d'or. Le codex se compose de 44 folios, écrits sur une colonne, comportant 15 lignes par colonne. Les dimensions du manuscrit sont de 30 cm × 25 cm. Il compte cinq enluminures représentant des épisodes de l'Évangile.

## Description
C’est un manuscrit contenant une partie de l’Évangile selon Matthieu (7; 11; 13-24), avec de nombreuses lacunes. 
Contenu
Matthieu 7,7-22; 11,5-12; 13,7-47; 13,54-14,4.13-20; 15,11-16,18; 17,2-24; 18,4-30; 19,3-10.17-25; 20,9--21,5; 21,12-22,7.15-14; 22,32-23,35; 24,3-12.
Enluminures
- le festin d’Hérode et la mort de saint Jean Baptiste (folio 10 verso)
- la première multiplication des pains (folio 11 recto)
- la seconde multiplication des pains (folio 15 recto)
- la guérison des aveugles de Jéricho (folio 29 recto)
- le miracle du figuier desséché (folio 30 verso).

Texte
C'est le témoin du texte byzantin. Kurt Aland le classe en Catégorie V.

## Histoire
Les paléographes datent ce manuscrit de la deuxième moitié du VIe siècle,.
Acquis par un officier français à Sinope en 1899. Son texte a été publié par Henri Omont en 1901.
Lieu de conservation
Il est conservé à la Bibliothèque nationale de France, Manuscrits occidentaux (Supplément Grec 1286.), à Paris,. On peut le feuilleter sur Gallica et consulter les hypothèses sur son histoire dans Manuscripta.